# Cotovscoe, Găgăuzia
Cotovscoe (în găgăuză Kırlannar, în rusă Котовское) este un sat în Unitatea Teritorială Administrativă Găgăuzia, Republica Moldova.

## Demografie

### Structura etnică
Structura etnică a localității conform recensământului populației din 2004:
| Grup etnic                    | Populație | % Procentaj |
| ----------------------------- | --------- | ----------- |
| Găgăuzi                       | 944       | 95,45%      |
| Băștinași declarați Moldoveni | 22        | 2,22%       |
| Bulgari                       | 11        | 1,11%       |
| Ucraineni                     | 7         | 0,71%       |
| Ruși                          | 4         | 0,40%       |
| Alții                         | 1         | 0,10%       |
| Total                         | 989       |             |

## Administrație și politică
Componența Consiliului local Cotovscoe (9 consilieri), ales la 19 mai 2024, este următoarea:
|  | Partid                         | Consilieri | Componență | Componență | Componență | Componență | Componență | Componență | Componență | Componență | Componență |
|  | ------------------------------ | ---------- | ---------- | ---------- | ---------- | ---------- | ---------- | ---------- | ---------- | ---------- | ---------- |
|  | Mișcarea Alternativa Națională | 9          |            |            |            |            |            |            |            |            |            |